# Kelebia
Kelebia è un comune dell'Ungheria di 3 019 abitanti (dati 2005). È situato nella contea di Bács-Kiskun.

## Storia
Abitato da una grande comunità di croati, il comune è stato diviso in due alla fine della prima guerra mondiale. La parte settentrionale andò al Regno di Ungheria mentre la parte meridionale al Regno di Serbia, Croazia e Slovenia, l'attuale Kelebija in Serbia.